# Mark Gatiss
Mark Gatiss, född 17 oktober 1966 i Sedgefield, är en engelsk skådespelare, komiker, manusförfattare och romanförfattare. Han är antagligen mest igenkänd för att ha skapat, producerat och skrivit TV-serien Sherlock (2010–2017). I serien spelade han även Mycroft Holmes.

## Biografi

### Uppväxt
Mark Gatiss är son till Winifred Rose (1931–2003) och Maurice Gatiss (1931–2021) och växte upp mittemot ett nedlagt gammalt mentalsjukhus i Winterton. Senare flyttade de till Heighington där hans far började arbeta på ortens mentalsjukhus. 1983 började han spela teater i Darlington men fick inte fortsätta för hans far krävde att han utbildade sig. Han började studera teater på Bretton Hall College.
Han växte upp som arbetarklass och hans intressen var Doctor Who, skräckfilmer, Sherlock Holmes, H.G. Wells och att samla på fossiler. Alla intressen har påverkat hans kreativa skapande.

### The League of Gentlemen
Gatiss skapade tillsammans med sina klasskompisar från Bretton Hall College, Reece Shearsmith, Steve Pemberton och Jeremy Dyson komedigruppen The League of Gentlemen 1995. De började uppträda på teatrar och 1997 fick de gå över till radio och göra egna program på BBC Radio 4. De fick 1999 göra ett TV-program för vilket de fick ett British Academy Television Award för. De har gjort flera serier och filmer ihop.
Utanför The League of Gentlemen började Gatiss skriva för TV-serierna Randall & Hopkirk (2001) och Little Britain (2003) och hade gästskådespel i båda. Han syntes också i Nighty Night (2003), Catterick (2004), Match Point (2005), The Quatermass Experiment  (2005), Fear of Fanny (2006) och Grindhouse (2007).

### Doctor Who
Gatiss har sedan elva års ålder varit intresserad av att skriva. När serien Doctor Who lade ner 1989 fortsatte han att skriva egna manus åt TV-serien. 2005 fick han börja skriva för serien på riktigt när den återupplivades. Förutom att han har skrivit flera avsnitt har han också släppt fyra böcker och fyra radioteatrar i franchisen. Han har också gästskådespelat som olika karaktärer i serien mellan 2007 och 2017.
2007 var han också med i en teateruppsättning av Pedro Almodóvars film Allt om min mamma. Han skulle bli extremt hyllad för sin tolkning av transpersonen Agrado. Han porträtterade sedan modedesignern och musikmanagern Malcolm McLaren i BBC-filmen Worried About the Boy (2010) som fokuserade på Boy Georges liv och karriär. Han har sen också varit med och skapat, skrivit och skådespelat i The First Men in the Moon (2010).

### Sherlock

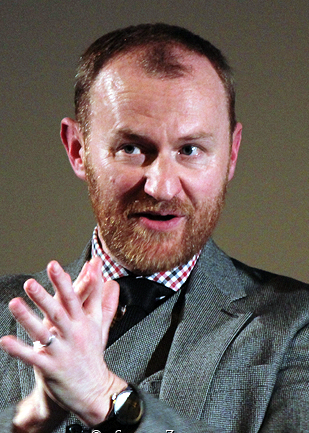
Mark Gatiss på en visning för Sherlock på Brittiska Filminstitutet.

Gatiss skapade och producerade tillsammans med Steven Moffat den populära nyversionen av BBC-serien Sherlock. En serie där de placerat karaktären Sherlock Holmes i ett nutida London och som spelas av Benedict Cumberbatch. Dr. Watson spelas av Martin Freeman och Gattis själv spelade Holmes bror Mycroft. Som producent hade han stort inflytande över hela seriens produktion och skrev dessutom fyra avsnitt helt själv, ett i varje säsong: The Great Game, The Hounds of Baskerville, The Empty Hearse, The Six Thatchers. Som medskrivare var han med i julspecialen Many Happy Returns och specialavsnittet The Abominable Bride. Han var också medförfattare på det absolut sista avsnittet, The Final Problem.
Serien blev enormt väl mottagen för de första tre säsongerna. Den fjärde säsongen skulle få mer blandad kritik. Serien skulle under åren komma att få 10 nomineringar till BAFTA och plocka hem 3 av dem. Den skulle även bli nominerad till Primetime Emmy Award och Golden Globe.

### Hyllad på teatern och vidare karriär
Gatiss spelade i en uppsättning av Coriolanus i London, 2013. Han skulle för rollen bli nominerad för ett Laurence Olivier Award för bästa biroll. I den hyllade TV-serien Game of Thrones (2014–2017) fick han rollen som Tycho Nestoris. Det var en liten roll som bara syntes i 4 avsnitt. Han hade porträtterade också Stephen Gardiner i den hyllade BBC-serien Wolf Hall (2015). Han skulle sedan bli historisk år 2016, när han och hans make Ian Hallard spelade i en uppsättning av The Boys in the Band. De var då det första gifta homosexuella paret som uppträdde ihop på en scen på West End.
Gatiss hade 2018, huvudrollen som Kung Georg III i teatern The Madness of George III. Han skulle komma att bli unisont hyllad för sin insats. Han porträtterade sedan John Churchill i den hyllade och oscarsvinnande The Favourite (2018). Han syntes sedan tillsammans med Anthony Hopkins och Olivia Colman i den hyllade och oscarsvinnande filmen The Father (2020). 2023 syntes han i Mission: Impossible – Dead Reckoning Part One (2023) tillsammans med Tom Cruise och i den populära Netflix-serien 3 Body Problems. Samma år hade han också en av huvudrollerna i den nyskrivna pjäsen The Motive and the Cue. Uppsättningen och särskilt huvudrollerna skulle bli hyllade. Gatiss mottog en Laurence Olivier Award för bästa huvudroll för sin insats.

## Privatliv
Gatiss ingick partnerskap med Ian Hallard 2008.
Gatiss har i ett av sina föregående hem byggt ett viktorianskt laboratorium, en dröm han haft sedan han var barn.
Han är uttalad ateist.

## Filmografi

### Film
| År   | Titel                                           | Roll                         | Noter                                  |
| ---- | ----------------------------------------------- | ---------------------------- | -------------------------------------- |
| 1994 | P.R.O.B.E.: The Zero Imperative                 | Dr. William Bruffin          | Även manus                             |
| 1995 | P.R.O.B.E.: The Devil of Winterborne            | Georgie                      | Även manus                             |
| 1996 | P.R.O.B.E.: Unnatural Selection                 | Mr. Emerson                  | Även manus                             |
| 2001 | Birthday Girl                                   | Porter                       |                                        |
| 2002 | Robbie the Reindeer in Legend of the Lost Tribe | Viking                       | Röstroll, TV-film                      |
| 2003 | Bright Young Things                             | Estate agent                 |                                        |
| 2004 | Sex Lives of the Potato Men                     | Jeremy                       |                                        |
| 2004 | Agatha Christie: A Life in Pictures             | Kenyon                       | TV-film                                |
| 2004 | Shaun of the Dead                               | Radio Presentatör            | Enbart röst, okrediterad               |
| 2005 | Liftarens guide till galaxen                    | Vogan röster                 | Krediterad som The League of Gentlemen |
| 2005 | Match Point                                     | Ping pong-spelare            |                                        |
| 2005 | The League of Gentlemen's Apocalypse            | Olika karaktärer / Sig själv | Även manus                             |
| 2005 | Wallace & Gromit: Varulvskaninens förbannelse   | Miss Blight                  | Röstroll                               |
| 2005 | The Quatermass Experiment                       | John Patterson               | TV-film                                |
| 2006 | Starter for 10                                  | Bamber Gascoigne             |                                        |
| 2006 | Fear of Fanny                                   | Johnnie Cradock              | TV-film                                |
| 2006 | The Wind in the Willows                         | Ratty                        | TV-film                                |
| 2006 | The League of Gentlemen Are Behind You!         | Olika karaktärer             |                                        |
| 2007 | Grindhouse                                      | Eye Gouging Victim           |                                        |
| 2007 | The Worst Journey in the World                  | Apsley Cherry-Garrard        | Även manus, TV-film                    |
| 2007 | Consenting Adults                               | PC Butcher                   | TV-film                                |
| 2008 | Free Jimmy                                      | Jakki                        | Röstroll                               |
| 2009 | Spanish Flu: The Forgotten Fallen               | Ernest Dunks                 | TV-film                                |
| 2010 | Worried About the Boy                           | Malcolm McLaren              | TV-film                                |
| 2010 | The First Men in the Moon                       | Professor Cavor              | TV-film, även manus                    |
| 2015 | Coalition                                       | Peter Mandelson              | TV-film                                |
| 2015 | The Vote                                        | Steven Crosswell             | TV-film                                |
| 2015 | Victor Frankenstein                             | Dettweiler                   |                                        |
| 2016 | Dad's Army                                      | Colonel Theakes              |                                        |
| 2016 | Our Kind of Traitor                             | Billy Matlock                |                                        |
| 2016 | Absolutely Fabulous: The Movie                  | Publicist                    |                                        |
| 2016 | Denial                                          | Robert Jan van Pelt          |                                        |
| 2018 | The Mercy                                       | Ronald Hall                  |                                        |
| 2018 | The Dead Room                                   | Radioannonsör                | Röstroll, TV-film, även manus          |
| 2018 | Christoffer Robin & Nalle Puh                   | Giles Winslow                |                                        |
| 2018 | The Favourite                                   | Lord Marlborough             |                                        |
| 2019 | Brexit: The Uncivil War                         | Peter Mandelson              | Röstroll, TV-film                      |
| 2020 | The Father                                      | Mannen                       |                                        |
| 2021 | Locked Down                                     | Terry                        |                                        |
| 2021 | A Silent Imprisonment                           | Mr. Murphy                   | Kortfilm                               |
| 2021 | The Road Dance                                  | Doctor Maclean               |                                        |
| 2021 | Operation Mincemeat                             | Ivor Montagu                 |                                        |
| 2021 | The Amazing Mr. Blunden                         | Mr Wickens                   | TV-film, Även regi och manus           |
| 2023 | Mission: Impossible – Dead Reckoning Part One   | NSA                          |                                        |
| 2025 | Mission: Impossible – The Final Reckoning       | NSA                          | Kommande                               |

### TV
| År        | Titel                                    | Roll                            | Notering                                            |
| --------- | ---------------------------------------- | ------------------------------- | --------------------------------------------------- |
| 1993      | Harry                                    | Manager                         | Avsnitt: "Episode #1.5"                             |
| 1994      | Catherine Cookson's "The Dwelling Place" | Bowmer                          | Avsnitt: "Episode #1.3"                             |
| 1998      | In the Red                               | Detektiv                        | 3 avsnitt                                           |
| 1998–1999 | This Morning with Richard Not Judy       | Olika karaktärer                | Röstroll, 18 avsnitt, okrediterad                   |
| 1999–2002 | The League of Gentlemen                  | Olika karaktärer                | Även skapare och manus                              |
| 2000      | Randall & Hopkirk                        | Inspector Large                 | Även manus, Avsnitt: "Drop Dead"                    |
| 2000      | Barbara                                  | Archie                          | Avsnitt: "Christening"                              |
| 2001      | Spaced                                   | Agent                           | Avsnitt: "Back"                                     |
| 2001      | Dr. Terrible's House of Horrible         | Hang Man Chang                  | Avsnitt: "Frenzy of Tongs"                          |
| 2003      | Little Britain                           | Teater agent                    | Avsnitt: "Smallest Ant"                             |
| 2004      | Catterick                                | Peter                           | Avsnitt: "Episode #1.5"                             |
| 2004      | Fotbollsfruar                            | Teddy                           | Avsnitt: "Episode #3.7"                             |
| 2004      | Agatha Christie's Marple                 | Ronald Hawes                    | Avsnitt: "The Murder at the Vicarage"               |
| 2004-2005 | Nighty Night                             | Glenn Bulb                      | 10 avsnitt, även manus                              |
| 2005      | Funland                                  | Ambrose Chapfel                 | 4 avsnitt                                           |
| 2007      | Gina's Laughing Gear                     |                                 | Avsnitt: "Stairlift to Heaven"                      |
| 2007      | Doctor Who                               | Professor Lazarus               | Avsnitt: "The Lazarus Experiment"                   |
| 2007      | Jekyll                                   | Robert Louis Stevenson          | Avsnitt: "Episode #1.5"                             |
| 2008      | Förnuft och känsla                       | John Dashwood                   | 2 avsnitt                                           |
| 2008      | Agatha Christie's Poirot                 | Leonard Boynton                 | Även manus, avsnitt: "Appointment with Death"       |
| 2008      | Clone                                    | Colonel Black                   | 6 avsnitt                                           |
| 2008      | Crooked House                            | Curator                         | Även skapare och manus                              |
| 2009      | Psychoville                              | Jason Griffin                   | Avsnitt: "David and Maureen"                        |
| 2010      | Morden i Midsomer                        | Rev. Giles Shawcross            | Avsnitt: "The Sword of Guillaume"                   |
| 2010–2017 | Sherlock                                 | Mycroft Holmes                  | 12 avsnitt, även skapare och manus                  |
| 2010-2011 | Doctor Who                               | Gantok                          | 3 avsnitt                                           |
| 2011      | The Infinite Monkey Cage                 | Sig själv                       | Avsnitt: "The Science of Christmas"                 |
| 2011      | The Crimson Petal and the White          | Henry Rackham Junior            | 2 avsnitt                                           |
| 2012      | Being Human                              | Mr. Snow                        | 2 avsnitt                                           |
| 2012      | Inspector George Gently                  | Stephen Groves                  | Avsnitt: "The Lost Child"                           |
| 2013      | Psychobitches                            | Joan Crawford                   | Avsnitt: "Episode #1.1"                             |
| 2013      | Horrible Histories                       | Hollywood producent nr. 2       | 2 avsnitt                                           |
| 2014      | Mapp and Lucia                           | Major Benjy                     | 3 avsnitt                                           |
| 2014-2017 | Game of Thrones                          | Tycho Nestoris                  | 4 avsnitt                                           |
| 2015      | Wolf Hall                                | Stephen Gardiner                | 4 avsnitt                                           |
| 2015      | London Spy                               | Rich                            | Avsnitt: "Blue"                                     |
| 2016      | Mid Morning Matters with Alan Partridge  | The Partridge Playhouse Players | Röstroll, avsnitt: "Foxhunter + Radio Play"         |
| 2017      | Taboo                                    | Prins George                    | 5 avsnitt                                           |
| 2017      | Thunderbirds Are Go                      | Professor Quentin Questa        | Röstroll, avsnitt: "Volcano!"                       |
| 2017      | Doctor Who                               | The Captain                     | Avsnitt: "Twice Upon a Time"                        |
| 2017      | Gunpowder                                | Robert Cecil                    | 3 avsnitt                                           |
| 2018      | Sally4Ever                               | Doktor                          | 2 avsnitt                                           |
| 2019      | Good Omens                               | Harmony                         | 2 avsnitt                                           |
| 2020      | Dracula                                  | Frank Renfield                  | Avsnitt: "The Dark Compass". även skapare och manus |
| 2022      | Inside No. 9                             | Callum                          | Avsnitt: "Series 7 episode 1"                       |
| 2023      | Nolly – en såpastjärnas fall             | Larry Grayson                   | 3 avsnitt                                           |
| 2024      | 3 Body Problem                           | Isaac Newton                    | Avsnitt: "Destroyer of Worlds"                      |
| 2024      | Moonflower Murders                       | Parris/Berlin                   | Kommande                                            |

### Teater
| År   | Titel                            | Roll             | Teater                              |
| ---- | -------------------------------- | ---------------- | ----------------------------------- |
| 2009 | Darker Shores                    | Stokes           | Hampstead Theatre, London           |
| 2012 | The Recruiting Officer           | Captain Brazen   | Donmar Warehouse, London            |
| 2013 | Coriolanus                       | Menenius         | Donmar Warehouse, London            |
| 2015 | The Vote                         | Steven Crosswell | Donmar Warehouse, London            |
| 2015 | Three Days in the Country        | Shpigelsky       | Lyttelton Theatre, National Theatre |
| 2016 | The Boys in the Band             | Mart Crowley     | Park Theatre, London                |
| 2018 | The Madness of George III        | George III       | Nottingham Playhouse, Nottingham    |
| 2019 | Dark Sublime                     | Michael Dennis   | Trafalgar Theatre 2, London         |
| 2021 | A Christmas Carol: A Ghost Story | Charles Dickens  | Nottingham Playhouse, Nottingham    |
| 2022 | The Unfriend                     | Enbart Regi      | Flera                               |
| 2023 | The Way Old Friends Do           | Enbart Regi      | Flera                               |
| 2023 | The Motive and the Cue           | John Gielgud     | Lyttelton Theatre, National Theatre |